# 岩崎町 (豊橋市)
岩崎町（いわさきちょう）は、愛知県豊橋市の地名。22の小字が存在する。

## 地理
豊橋市東部に位置する。西は岩田町・飯村町、南は大脇町・雲谷町、北は多米町・多米中町4丁目に接する。

### 小字
- 新谷（あらや）
- 池尻（いけじり）
- 内山（うちやま）
- 川添（かわぞえ）
- 坂尻（さかじり）
- ズシ
- 長尾（ながお）
- 野田（のだ）
- 野中（のなか）
- 藤中（ふじなか）
- 舟石（ふないし）
- 前田（まえだ）
- 南山（みなみやま）
- 宮添（みやぞえ）
- 宮前（みやまえ）
- 森上（もりがみ）
- 森下（もりした）
- 森中（もりなか）
- 森（もり）
- 山神（やまがみ）
- 米山（よねやま）
- 利兵（りひょう）

### 学区
- 公立高等学校 - 三河学区
- 公立中学校 - 豊橋市立東陽中学校[WEB 5]
- 公立小学校 - 豊橋市立多米小学校[WEB 5]

## 歴史
渥美郡岩崎村を前身とする。江戸期に存在した岩崎村は、延宝3年に上岩崎村と下岩崎村（のち岩田町の一部）に分割された。今日の岩崎町は、上岩崎村と手洗村域に相当する。
南北朝期から戦国期にみえた「岩前御園」（いわさきのみその）の地に比定する説もある。

### 人口の変遷
国勢調査による人口および世帯数の推移。
| 1995年（平成7年）  | 144世帯 591人 |  |
| 2000年（平成12年） | 178世帯 730人 |  |
| 2005年（平成17年） | 218世帯 831人 |  |
| 2010年（平成22年） | 236世帯 837人 |  |
| 2015年（平成27年） | 245世帯 839人 |  |

### 沿革
- 1884年（明治17年） - 岩田村の一部（旧上岩崎村・手洗村域）より、岩崎村として分立[2]。
- 1889年（明治22年）10月1日 - 町村制施行・合併に伴い、渥美郡豊岡村大字岩崎となる[2]。
- 1906年（明治39年）
  - 7月15日 - 豊橋町へ編入し、同町大字岩崎となる[2]。
  - 8月1日 - 市制施行に伴い、豊橋市大字岩崎となる[2]。
- 1926年（大正15年）2月5日 - 岩崎町に改称[2]。
- 1971年（昭和46年）11月25日 - 岩田町との間で境界を変更[2][4]。
- 1983年（昭和58年） - 一部が多米中町となる[2]。

## 施設
- 豊橋市立東陽中学校
- ゆめの子幼稚園[1]
- 岩崎学園[1]
- 曹洞宗竜岩院[1]
- 鞍掛神社[1]
- 日吉神社[1]
- 葦毛湿原[1]

### WEB
1. ↑  “愛知県豊橋市の町丁・字一覧”.   人口統計ラボ. 2023年4月13日閲覧。
2. ↑  総務省統計局 (2017年1月27日). “平成27年国勢調査の調査結果(e-Stat) - 男女別人口及び世帯数 －町丁・字等” (CSV). 2021年7月21日閲覧。
3. ↑  “愛知県豊橋市の郵便番号一覧”.   日本郵便. 2023年4月13日閲覧。
4. ↑  “市外局番の一覧” (PDF).   総務省 (2022年3月1日). 2022年3月22日閲覧。
5. 1 2  豊橋市教育委員会学校教育課学事グループ (2021年3月1日). “豊橋市小・中学校通学区域早見表” (PDF).   豊橋市. 2024年11月15日閲覧。
6. ↑  総務省統計局 (2014年3月28日). “平成7年国勢調査の調査結果(e-Stat) - 男女別人口及び世帯数 －町丁・字等” (CSV). 2021年7月20日閲覧。
7. ↑  総務省統計局 (2014年5月30日). “平成12年国勢調査の調査結果(e-Stat) - 男女別人口及び世帯数 －町丁・字等” (CSV). 2021年7月20日閲覧。
8. ↑  総務省統計局 (2014年6月27日). “平成17年国勢調査の調査結果(e-Stat) - 男女別人口及び世帯数 －町丁・字等” (CSV). 2021年7月21日閲覧。
9. ↑  総務省統計局 (2012年1月20日). “平成22年国勢調査の調査結果(e-Stat) - 男女別人口及び世帯数 －町丁・字等” (CSV). 2021年7月21日閲覧。
10. ↑  総務省統計局 (2017年1月27日). “平成27年国勢調査の調査結果(e-Stat) - 男女別人口及び世帯数 －町丁・字等” (CSV). 2021年7月21日閲覧。

### 書籍
1. 1 2 3 4 5 6 7 8  「角川日本地名大辞典」編纂委員会 1989, p. 1783.
2. 1 2 3 4 5 6 7 8  「角川日本地名大辞典」編纂委員会 1989, p. 199.
3. ↑  「角川日本地名大辞典」編纂委員会 1989, p. 200.
4. ↑  吉川利明 1976, pp. 59–60.